# 赫鲁兹科-佐良斯凯
赫鲁兹科-佐良斯凱（羅馬化：Hruzko-Zorianske）是烏克蘭東部顿涅茨克州顿涅茨克区马基伊夫卡市镇内的鎮。距離州府頓涅茨克22公里，2011年該市級鎮人口1,395。